# Chiesa di Santa Maria Annunciata in Chiesa Rossa
La chiesa di Santa Maria Annunciata in Chiesa Rossa è una chiesa parrocchiale di Milano, che sorge in via Neera 24 e si affaccia su via Montegani.

## Storia
(Lapide di consacrazione)

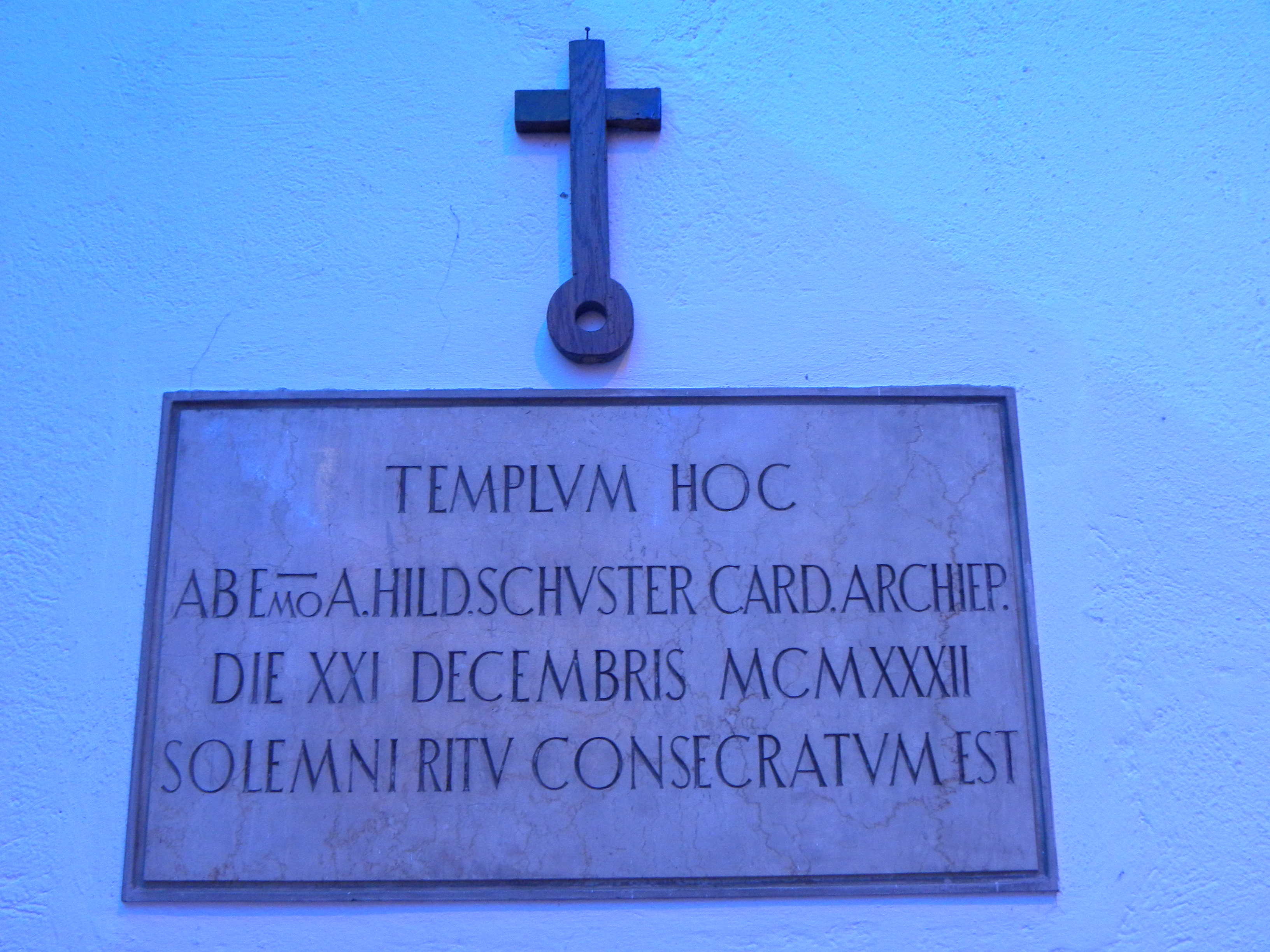
Targa commemorativa della consacrazione della chiesa.

Il nome Chiesa Rossa deriva dall'antica chiesa di Santa Maria la Rossa presso la Conca Fallata, che fu prima sede parrocchiale, nota anche come chiesa Rossa e anticamente come Santa Maria ad Fonticulum o Santa Maria di Fonteggio.
La costruzione della chiesa di Santa Maria Annunciata in Chiesa Rossa iniziò a cura dell'ingegnere Franco Della Porta in stile neoromanico, e fu terminata nel 1932 dall'architetto Giovanni Muzio, che ne influenzò profondamente l'aspetto. Il pronao venne completato solo nel 1960.
Una targa commemorativa posta all'ingresso della chiesa (sul lato sinistro) ricorda che fu consacrata dal cardinale Ildefonso Schuster il 21 dicembre 1932.

## Descrizione

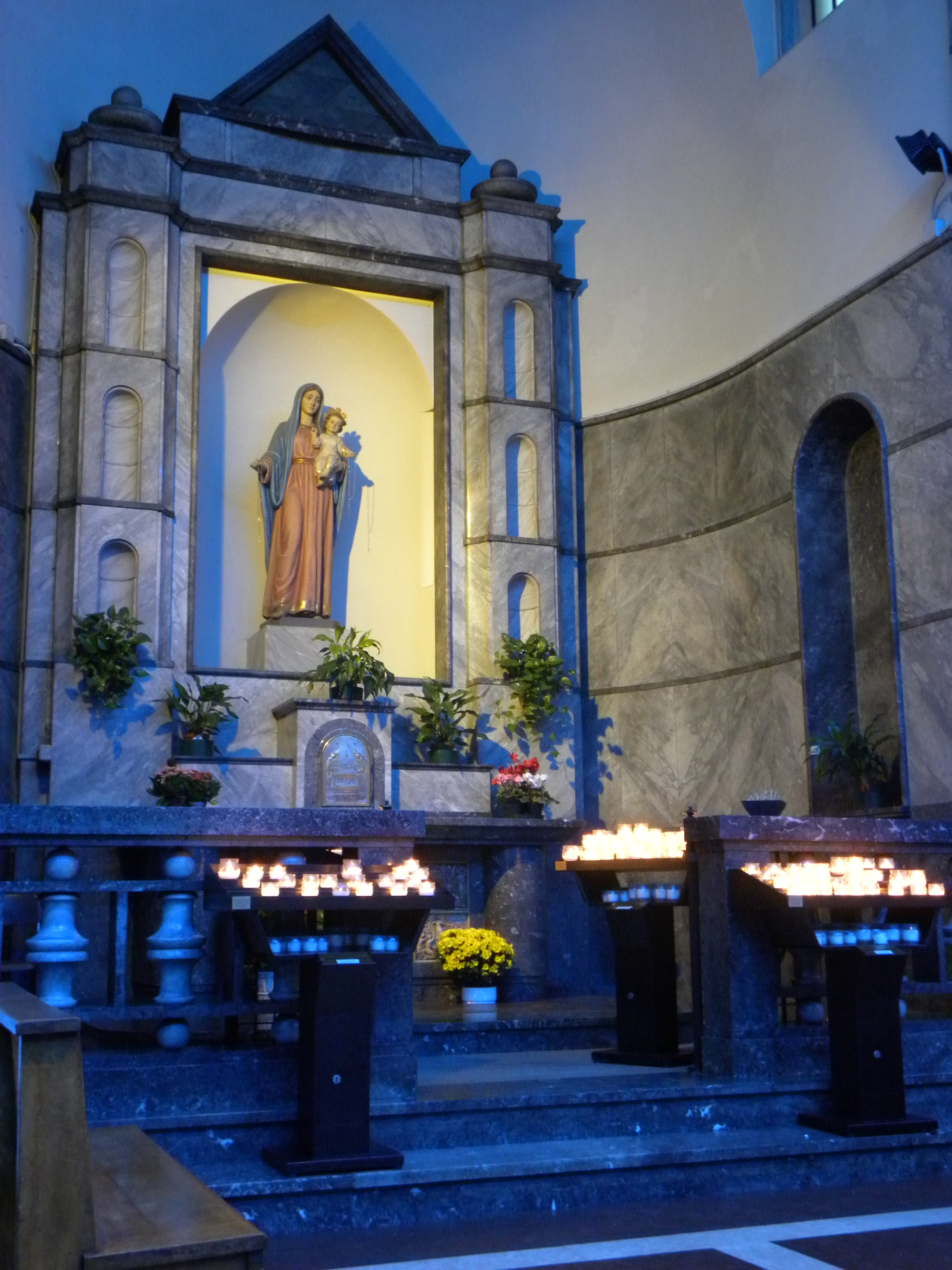
L'altare della Madonna in una delle cappelle laterali.

### Architettura
Le fondamenta, delle quali rimane la cripta, erano state già gettate dall'ingegner Franco Della Porta su uno stile neo-romanico a impianto basilicale a tre navate con altrettante absidi.
Muzio sviluppò la chiesa a croce latina, con la navata centrale coperta da una volta a botte, visibile in esterno, che termina nell'unica abside. Il transetto presenta un soffitto in legno con capriate a vista. L'edificio si presenta con un aspetto monumentale e sacro privo di qualsiasi elemento superfluo: pareti spoglie e prive di decorazioni. L'altare maggiore, situato nell'abside, è sormontato da un ciborio marmoreo poggiante su quattro colonne.
Il pavimento di piastrelle gresificate a fasce con contorno di marmo nuvolato realizzato su disegno di Giovanni Muzio.
Sul fianco sinistro è posto il fonte, inserito in una cappella ottagonale, che rimanda ai battisteri medievali, sopra il fonte battesimale è possibile osservare un San Giovannino, scultura giovanile di Giacomo Manzù.
Dal 17 gennaio 2010 è conservata nel transetto, sotto il quadro di Santa Rita, una reliquia del beato Carlo Gnocchi e dal 12 ottobre 2023 una reliquia del beato Carlo Acutis.

### Opere

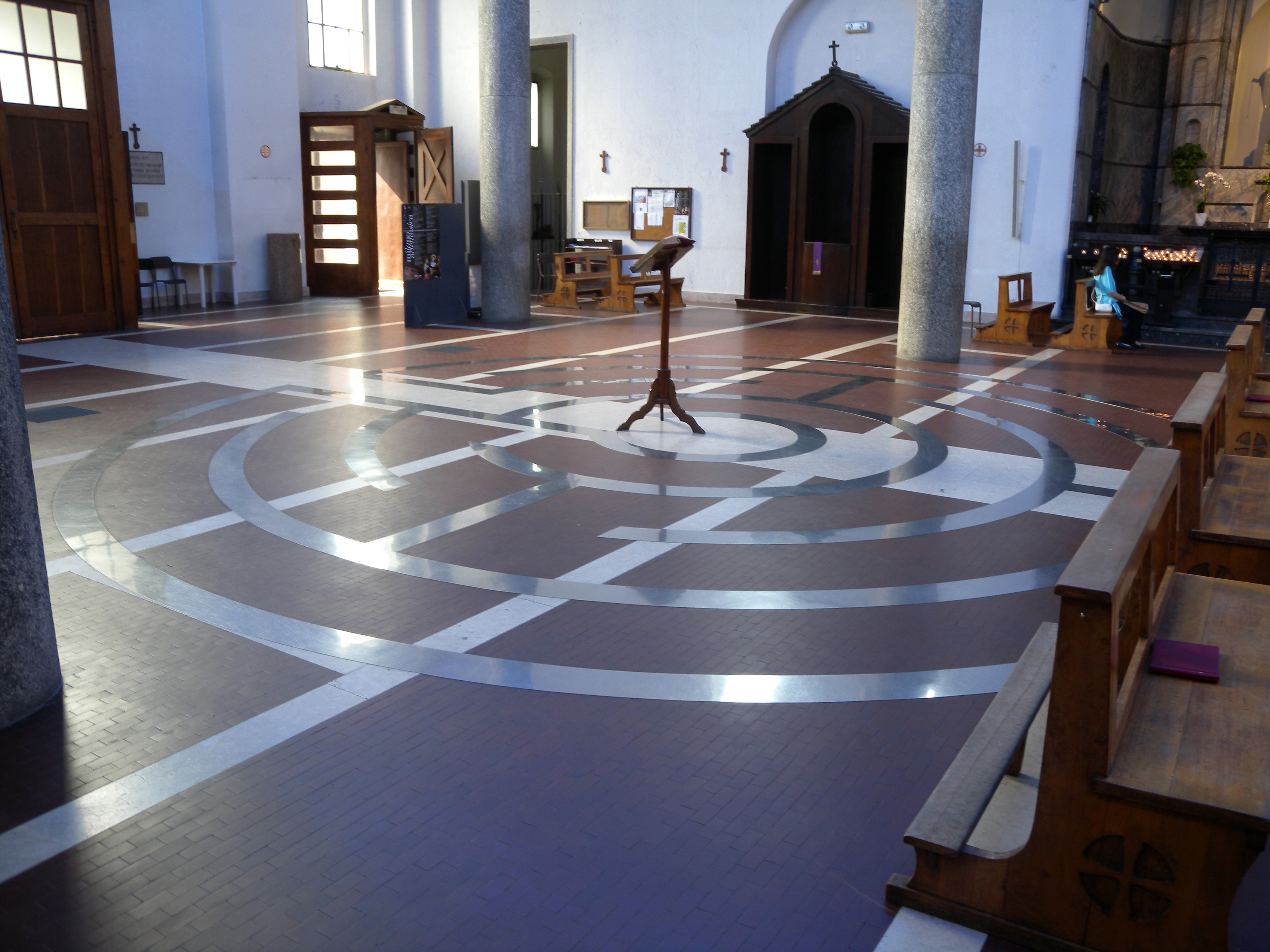
Tracciato d'acciaio di un labirinto circolare, il cui diametro è grande circa quanto la navata (8,215 metri)

Dal 1997 ospita permanentemente Untitled, l'ultima opera dell'artista minimalista Dan Flavin, la cui progettazione, stimolata da una lettera dell'allora parroco don Giulio Greco all'artista, fu completata a distanza due giorni prima della morte dell'autore, avvenuta il 29 novembre 1996. L'opera fu realizzata ed installata solo l'anno successivo grazie all'interessamento del Dia Art Foundation di New York e della Fondazione Prada.
L'installazione permanente è costituita da tubi al neon blu e verdi per la navata centrale, rossi per il transetto, oro per l'abside, nel transetto e nell'abside sono anche presenti delle file di neon a luce di Wood.
L'architettura della chiesa e la disposizione dei neon rendono ben separate le varie zone di luce, di sera ben visibili anche dall'esterno.
La variazione dei colori rimanda alla luce come trascorrere del giorno, dall'alba al tramonto, con l'oro posto nell'altare al centro della chiesa come nei mosaici delle antiche chiese bizantine.
Dal 2008 è sospeso sopra l'altare un grande disco (233 cm) in legno di pioppo "Luce", scultura del maestro Pino Pedano che ha realizzato anche la fusione in esterno rappresentante San Pio da Pietrelcina.
All'interno della chiesa sono da segnalare: la cappella mariana con la statua della Madonna opera di Giacomo Munster di Ortisei, il bassorilievo con l'Annunciazione dell'altare, opera della ditta Telli Comana di Seriate, ed è presente il tracciato d'acciaio di un labirinto circolare, il cui diametro è grande circa quanto la navata (8,215 metri).

### Organi a canne

#### Organo Costamagna
Il primo organo a canne della chiesa venne costruito dalla ditta Costamagna nel 1967. Lo strumento è trasmissione elettro-pneumatica e si articola in tre corpi, due gemelli nei due bracci del transetto, ciascuno su una cantoria propria, ed uno a pavimento nell'abside, dietro il ciborio. Dispone di 33 registri su due manuali e pedale, con corpo corale assegnabile. Dopo essere stato smontato, è stato venduto alla parrocchia San Giovanni in Laterano di Milano e inaugurato nel 2017.

#### Organo Mascioni
A metà della navata laterale di destra, a pavimento, si trova l'organo a canne Mascioni opus 1178, costruito nel 2007. Per la sua costruzione, sono stati presi ad esempio gli organi barocchi tedeschi. Lo strumento ha la trasmissione integralmente meccanica e due tastiere di 50 note ciascuna ed una pedaliera dritta di 29 note.